# Їржі Новак
Їржі Новак (чеськ. Jiří Novák; нар. 6 червня 1950, Яромерж, Наход, Краловоградецький край, Чехословаччина) — чехословацький хокеїст, центральний нападник.
Чемпіон світу 1976, 1977. Член зали слави чеського хокею (2010).

## Клубна кар'єра
В чемпіонаті Чехословаччини грав за «Теслу» із Пардубице (1967-1970, 1972-1981) та їглавську «Дуклу» (1970-1972, 38 голів). Всього в лізі провів 480 матчів (255 голів). Чемпіон Чехословаччини 1971, 1972, 1973. Тривалий час грав у першій атакувальній ланці «Тесли», поряд із Владіміром Мартінецем та Богуславом Штястним.
Грав у Швейцарії («Лозанна», 1981-83), Франції («Віллар-де-Лан», 1983-84) та Італії («Кортіна», 1984-85). 

## Виступи у збірній
У складі національної збірної був учасником двох Олімпіад (1976, 1980). У Інсбруку здобув срібну нагороду.
Брав участь у шести чемпіонатах світу та Європи (1973, 1975-1979). Чемпіон світу 1976, 1977; другий призер 1975, 1978, 1979; третій призер 1973. Найкращий снайпер турніру 1976 року (разом із Мартінецем та Новим — по 9 закинутих шайб). На чемпіонатах Європи — дві золоті (1976, 1977), три срібні (1975, 1978, 1979) та одна бронзова нагорода (1973). Фіналіст Кубка Канади 1976 року (5 матчів).
На чемпіонатах світу та Олімпійських іграх провів 61 матч (28 закинутих шайб), а всього у складі збірної Чехословаччини — 160 матчів (76 голів).

## Клуб хокейних снайперів
У Чехословаччині (а потім у Чехії) існує «Клуб хокейних снайперів», заснований газетою «Спорт». До нього зараховуються хокеїсти, які в чемпіонатах Чехословаччини та Чехії, а також у складах національних збірних цих країн закинули 250 шайб. Їржі Новак (331 гол) у цьому списку посідає 22 місце.

## Нагороди та досягнення
| Нагороди                 | Команда             | Кіл. | Роки             |
| ------------------------ | ------------------- | ---- | ---------------- |
| Олімпійські ігри         |                     |      |                  |
| Срібло                   | Чехословаччина      | 1    | 1976             |
| Чемпіонат світу          |                     |      |                  |
| Золото                   | Чехословаччина      | 2    | 1976, 1977       |
| Срібло                   | Чехословаччина      | 3    | 1975, 1978, 1979 |
| Бронза                   | Чехословаччина      | 1    | 1973             |
| Кубок Канади             |                     |      |                  |
| Фіналіст                 | Чехословаччина      | 1    | 1976             |
| Чемпіонат Європи         |                     |      |                  |
| Золото                   | Чехословаччина      | 2    | 1976, 1977       |
| Срібло                   | Чехословаччина      | 3    | 1975, 1978, 1979 |
| Бронза                   | Чехословаччина      | 1    | 1973             |
| Чемпіонат Чехословаччини |                     |      |                  |
| Золото                   | «Дукла» (Їглава)    | 2    | 1971, 1972       |
| Золото                   | «Тесла» (Пардубице) | 1    | 1973             |